# Desiderio desideravi
Desiderio desideravi (česky Toužebně jsem si přál – Lk 22, 15 (Kral, ČEP)) je apoštolský list papeže Františka, který byl datovaný a zveřejněný 29. června 2022. Věnovaný je liturgické formaci Božího lidu.

## Obsah
- Preambule (1)
- 1. Liturgie: „dnešek“ dějin spásy (2–9)
- 2. Liturgie: místo setkání s Kristem (10–13)
- 3. Církev: svátost Kristova těla (14–15)
- 4. Teologický význam liturgie (16)
- 5. Liturgie: protijed proti jedu duchovní světskosti (17–20)
- 6. Každodenní znovuobjevování krásy pravdy křesťanského slavení (21–23)
- 7. Úcta k velikonočnímu tajemství:

podstatná součást liturgického úkonu (24–26)
- 8. Potřeba vážné a živé liturgické formace (27–47)
- 9. Ars celebrandi (48–60)
- Závěry (61–65)